# Tania Pérez Torres
Tania Pérez Torres (Santa Coloma de Gramenet, 3 de novembre de 1991) és una exjugadora de bàsquet i preparadora física catalana.
Aler, es formà en les categories inferiors del Bàsquet Draft Gramenet i en categoria sènior jugà al Club Bàsquet Sagrat Cor de Sarrìà de la Copa Catalunya amb el qual aconseguí l'ascens a la Lliga Femenina 2 la temporada 2009-10. Dos anys després, fitxà pel Cadí la Seu amb el qual debutà a la Lliga Femenina i jugà durant sis temporades. Amb el club lleidatà guanyà dues Lligues catalanes (2015-16, 2016-17). També ha competit a la Superlliga argentina amb el Club Deportivo Berasategui (2015), amb el qual aconseguí el subcampionat, i a la Lliga polones amb el Sleza Wroclaw (2017-18). Tornà a les competicions estatals jugant al Mann Filter Zaragoza (2018-19) i l'Araski AES (2019-21). Degut a les lesions, es retirà esportivament amb vint-i-nou anys. Internacional amb la selecció espanyola en categories de formació, es proclamà campiona d'Europa sub-20 (2011).
Graduada en Ciències de l'Activitat Física i de l'Esport, s'incorporà com a preparadora física del Cadí la Seu l'estiu de 2022.